# 480号加利福尼亚州州道
480号加利福尼亚州州道（英語：California State Route 480，簡稱CA 480或SR 480），是加利福尼亞州運輸部在舊金山規畫的一條高速公路，包括金門大橋的引道、濱海高速公路（Embarcadero Freeway或Embarcadero Highway）及中間未興建的部份。但濱海高速公路在1989年舊金山大地震後被拆除，金門大橋引道則被納入101号美国国道的一部份，480号加利福尼亚州州道旋即在1991年被解編。480号加利福尼亚州州道的路線在1955年時曾被規畫為480號州際公路，但1965年時被降級為加州州道。未興建的部份規畫為金門高速公路（Golden Gate Freeway），但在1966年被否決。

## 歷史

### 計畫中的480號州際公路
1947年，加州立法指定224號公路用於連接倫巴底街、Van Ness Avenue和海灣大橋西端（渡輪站附近）.，路線大致沿著倫巴底街和濱海路（The Embarcadero）。
1955年9月15日，224號公路和其往金門大橋的引道同時被納入州際公路系統。當時編號定為480，與280號州際公路計畫路線在金門大橋南端合流，作為I-280通往I-80的聯絡道。1959年，第一段濱海高速公路由海灣大橋端至Broad Way完工通車，為雙層結構。1959年1月，由於市民抗議在市區興建快速公路，舊金山市議會通過決議，反對一部份市內快速道路的興建計畫，包括未興建的480號州際公路路段。

### 降編為加州州道
由於480號州際公路的興建遭到舊金山市民的反對，該路線在1968年被移出州際公路系統。在此同時，280號州際公路更改路線，達利市以北改行目前的路線，濱海高速公路原本屬I-480的往海灣大橋引道改劃為I-280的一部份，以連接I-280和I-80。I-480路線因此縮短至5.47哩（8.80公里），由280號州際公路至1号加利福尼亚州州道，並降編為480号加利福尼亚州州道。

### 拆除濱海高速公路
1985年11月5日，舊金山市議會決議拆除濱海高速公路，1987年提交公民複決，但未通過。1989年10月17日的大地震破壞了濱海高速公路的結構，加州運輸部原本計畫重建並保留雙層結構。自此之後的許多報告指出，地震是導致公路最後被拆除的主要原因，但亦有紀錄顯示仍有許多支持重建的聲音。當時的市長Art Agnos提議拆除濱海高速公路，取而代之的是一條林蔭大道，並在渡輪站興建地下道與站前廣場。
反對拆除的聲音再起，主要來自於中國城及市中心地區，超過二萬人的連署使得本案再次交付公民複決。Agnos市長持續向聯邦與加州的官員遊說，取得了足夠的拆除經費，反對聲浪亦告平息。1991年2月27日，拆除工程開始。同年Agnos市長由於失去中國城的支持，競選連任失敗。

## 出口列表

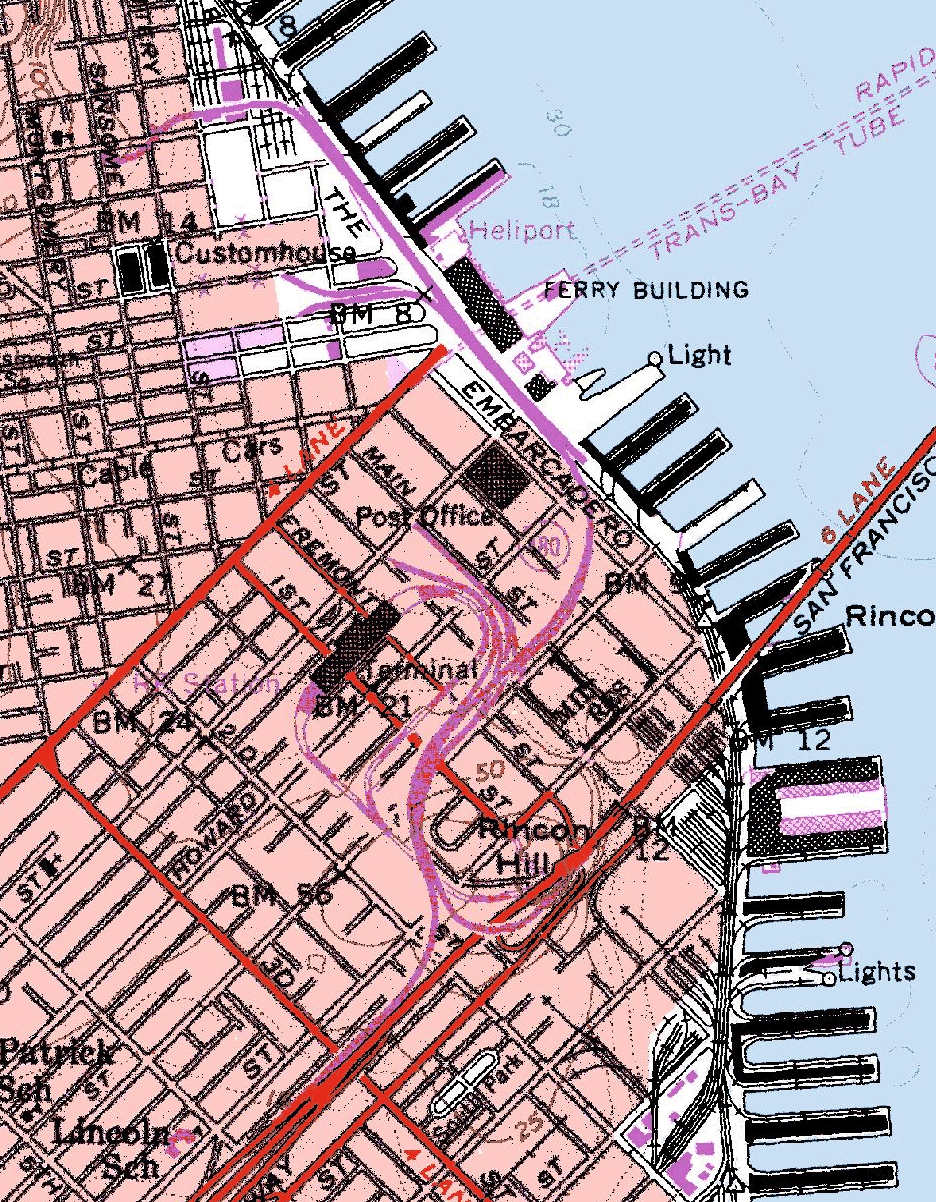
濱海高速公路（紫色線）

以下是1989年舊金山大地震前的濱海高速公路出口列表：
公路全線位於舊金山市。
| 目的地或服務地區                                                | 備註                   |
| --------------------------------------------------------------- | ---------------------- |
| 80號州際公路東向（海灣大橋），往奧克蘭                          | 僅設南向出口及北向入口 |
| 101號美國國道南向（灣岸高速公路，經80號州際公路西向），往聖荷西 | 僅設南向出口及北向入口 |
| Main Street                                                     | 僅設北向出口           |
| Beale Street                                                    | 僅設南向出口           |
| Washington Street                                               | 僅設北向出口           |
| Clay Street                                                     | 僅設南向入口           |
| Broadway and Battery Street                                     | 僅設北向出口           |
| Broadway and Sansome Street                                     | 僅設南向入口           |
| 未修築                                                          |                        |
| 101號美國國道，往金門大橋／舊金山市民中心                       |                        |